# 가포동
가포동(架浦洞)은 대한민국 경상남도 창원시 마산합포구에 있는 행정동이다. 옛날 가포해수욕장과 유원지로 널리 알려졌으며, 국립마산병원이 있다. 최근 마창대교의 개통으로 서부 경남을 잇는 가교의 역할을 하고 있으며, 구산해양관광단지, 로봇랜드, STX조선의 관문에 있다.

## 개요
본래 합포현의 지역으로서, ‘밤구미’ 또는 ‘율구미’로 불리었는데, 율(栗)은 밤나무를 의미하며 이는 24대 고려 원종 때 조근필이 일본에 사신으로 가서 국내의 부족한 식량보충을 위한 구황식량을 생산하기 위해 밤씨를 얻어다가 청량산 일대에 심게 된데서 비롯되었으며, ‘구미’는 ‘구시’(仇沙)라는 말에서 유래되었고 구시라 함은 목조(木槽)를 뜻하며 지역이 굽은 데서 나온 말이다. 그리고 ‘구미’에서 돌출된 부분이 다리모양을 하고 있어서 ‘가포’(架浦)로 불리게 되었다. 입지적으로는 해안선을 따라 취락이 형성된 농업과 어업 및 상업이 공존하는 복합지역으로, 바다와 산림이 조화롭게 이루어진 물 좋고 공기 좋은 자연청정 지역이며, 해방 후 1946년부터는 국립마산병원이 개원하여 대한민국 결핵연구와 치료의 산실이 되어왔는데 이는 맑은 공기와 가포 앞바다의 양질의 오존이 결핵 치료에 최적지이기 때문이다.
2008년 7월에는 마창대교가 개통되었고, 옛 가포유원지 자리에는 마산항개발사업으로 새로운 항구가 건설 중에 있다. 또 가포 뒷산과 본동에는 대규모 택지개발이 계획되어 있어 머지않은 장래에 신도시로 탈바꿈할 지역이다.
마창지역 라디오 방송국의 AM 송신소가 있는 동이다. KBS창원방송총국과 MBC경남 창원방송의 AM 송신소가 가포동에 있는데, 그 중 MBC경남은 송신소 부지의 재개발로 인해 의창구 북면 외산리로 이전했다.

## 연혁
- 1914년 : 행정구역 통폐합에 따라 창원군으로 편입
- 1943년 : 마산부 구역 확장에 의해 창원군으로 구산면 가포리에서 마산부로 편입
- 1949년 : 마산시로 개칭
- 1976년 : 가포해수욕장 폐쇄
- 1989년 5월 10일 : 출장소 설치에 따라 합포출장소에 속함
- 1990년 7월 1일 : 구청제 실시로 마산시 합포구 가포동
- 2001년 1월 1일 : 구청제 폐지로 마산시 가포동[2]
- 2010년 7월 1일 : 창원시 마산합포구 가포동

## 법정동
- 가포동

## 교육
- 가포초등학교
- 가포고등학교

## 시설
- 국립마산병원
- 창원기상대
- KBS창원방송총국 가포 AM 송신소